# 荷叶屋顶
《荷叶屋顶》（羅馬化：Langkha Bai Bua）是由CHANGE2561制作，甘格拉·对贤格拉（Grace）、瓦立特·斯里桑塔纳（Mai）主演的一部泰国情节剧。剧情改编自著名作家克里希纳·阿索克辛的同名小说，2023年10月22日起每周六至周日晚上9时45分在Amarin TV播出。

## 剧情简介
“荷叶之屋”是一座破旧的小房子，里面住着一名女子Simala。Simala一个从小就被培养成雄心勃勃，看重金钱的心机女。Simala渴望找到一个能够让她现有社会阶级及现有生活的男人。Simala的母亲还总是让她假扮名媛望族来吸引有钱的男人。
Warodom是一名英俊潇洒，气质非凡的青年。他希望能吸引一位社交名流的注意。他和Simala有一个共同的目标。 
他们总以华丽的的身份出现，以作为引诱对方的诱饵，但他们的真实背景、职业和社交圈是什么？除了他们自己没有人知道。谁是猎物，谁是掠食者，还是他们都是掠食者？

## 演员阵容

### 主要演员
- 甘格拉·对贤格拉（Grace）饰演 Simala，现实主义者
- 瓦立特·斯里桑塔纳（Mai）饰演 Warodom

### 其他演员
- 朋拉维·凯普拉帕功（Pond）饰演 Surasit
- 索芘娜帕·崇帕尼（Jeab）饰演 Phanphit，Surasit的母亲
- 桑提苏克·普罗米斯里（英语：Santisuk Promsiri）（Noom）饰演 Thiwa，Simala的父亲
- Tanawat Hudchaleelaha（Tiger）饰演 Saket，Simala的弟弟
- Nataya Chanrung（Pu）饰演 Banyen，Simala的母亲，
- Aanan Boonnak（A）饰演 Boonnet，Thiwa的朋友
- 朱提玛·奈雅娜（英语：Chutima Naiyana）（Aey）饰演 Ruja，Boonnet的朋友
- Kalaya Lerdkasemsap（Ngek）饰演 Sawas，Warodom的母亲
- Sukol Sasijulaka（Jome）饰演 Thamnul，Warodom的父亲
- 纳塔朋·迪洛那瓦立（Max）饰演 Thasani
- Pimmada Chittieng（Seya）饰演 Muailek
- Pamela Bowden 饰演 Phumriang，Thasani的母亲
- Jirawat Vachirasarunpatra（War）饰演 Muailek
- Niti Samutkojorn（Job）饰演 Krajang
- 苷蒂碴·楚玛（Ticha）饰演 Jupjaeng，Krajang的秘书

## 制作
2023年7月21日，剧组进行定装工作。
2023年8月30日，剧组正式开机。